# Gotisches Alphabet

Blatt 16^{v} aus dem Codex Argenteus, einer Abschrift der Wulfilabibel

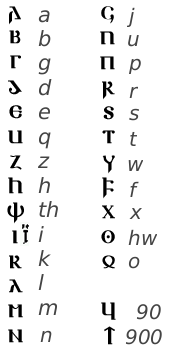
Transkription der griechisch-gotischen Buchstaben

Das gotische Alphabet ist eine alphabetische Schrift, die der gotische Bischof Wulfila im 4. Jahrhundert zur Übersetzung des Neuen Testaments in die gotische Sprache entwickelte (Wulfilabibel). Für jeden Buchstaben gibt es ein Zeichen; es wird nicht zwischen Groß- und Kleinschreibung unterschieden. Die gotische Übersetzung des Neuen Testaments war das erste Buch in einer germanischen Sprache. Es wurde in Nicopolis ad Istrum, heute in Bulgarien, geschaffen. Nicopolis ad Istrum wurde somit zum Geburtsort der germanischen Literaturtradition.

## Ursprung
Die gotische Schrift beruht in ihrer ganzen Anlage auf dem griechischen Alphabet. Dieses lieferte nicht nur die grundsätzliche Buchstabenreihenfolge und das Prinzip der Zahlenschreibung mit Buchstaben, sondern auch die meisten Zeichenformen. Die griechischen Buchstaben hatten zum Zeitpunkt der Übernahme eine Unzialform. Einzelne Buchstaben für Laute, die das Griechische nicht kennt, stammen aus der lateinischen Schrift und aus der Runenschrift. Die Buchstaben tragen Namen – gewöhnlich ein Wort, das mit dem entsprechenden Laut beginnt.

## Überlieferung
Lautwert, Reihenfolge und Namen der Buchstaben sind durch eine Alkuin-Handschrift aus dem 9. Jahrhundert überliefert. Demnach gab es 25 Buchstaben mit Lautwert und – genau wie im Griechischen – zwei weitere, die nur einen Zahlenwert besaßen (90 und 900). Die Namen der Buchstaben zeigen eine Kontamination zwischen spätgotischen und jüngeren westgermanischen Lautungen.  Aus den überlieferten Formen können jedoch „klassisch“ gotische Formen rekonstruiert werden, die in vielen Fällen die sprachhistorisch genauen Entsprechungen zu den anderweitig überlieferten altgermanischen Runennamen bilden. Damit scheint sicher, dass bei der Konzeption der Schrift auch das gesamte Runenalphabet als ideeller Ausgangspunkt präsent war. Nur die Buchstabennamen eze, thyth, laaz, quertra, uuaer, möglicherweise auch aza, sind Neuschöpfungen.

## Zeichenübersicht
Das gotische Alphabet ist in Unicode im Unicodeblock Gotisch (U+10330 bis U+1034F) kodiert. Da ältere Software oft annimmt, dass alle Unicode-Kodepunkte als 16-Bit-Zahlen (kleiner als U+10000) ausgedrückt werden können, können Probleme mit der Darstellung des gotischen Alphabetes auftreten.
In der folgenden Tabelle sind bei den Namen an erster Stelle die nach den Runennamen und den überlieferten Namensformen rekonstruierten gotischen Formen eingetragen. An zweiter Stellen folgen die Namensformen, wie sie in der Salzburg-Wiener Alcuin-Handschrift überliefert sind.
Das Symbol * markiert diejenigen Namenwörter, die in den gotischen Texten sonst nirgends überliefert sind. Ihre Lautgestalt ist nach sprachhistorischen Gesetzmäßigkeiten rekonstruiert, bleibt aber vielfach unsicher.
| Buchstabe | Unicode        | Lautwert  | Name (rekonstruiert) | Name (überliefert) | Bedeutung des Namens  | Zahlwert |
| --------- | -------------- | --------- | -------------------- | ------------------ | --------------------- | -------- |
| 𐌰         | U+10330        | a         | ans? *ahsa?          | aza                | Ase (?), Achse (?)    | 1        |
| 𐌱         | U+10331        | b         | *baírkan             | bercna             | Birkenreis            | 2        |
| 𐌲         | U+10332        | g         | giba                 | geuua              | Gabe                  | 3        |
| 𐌳         | U+10333        | d         | dags                 | daaz               | Tag                   | 4        |
| 𐌴         | U+10334        | e         | *aíƕs                | eyz                | Pferd (?)             | 5        |
| 𐌵         | U+10335        | q         | *qaírþra (qairthra)  | quertra            | Köder (?)             | 6        |
| 𐌶         | U+10336        | z         | ?                    | ezec oder ezet     | ?                     | 7        |
| 𐌷         | U+10337        | h         | *hagl(s)             | haal               | Hagel                 | 8        |
| 𐌸         | U+10338        | þ, th     | þiuþ (thiuth)        | thyth              | Gutes                 | 9        |
| 𐌹         | U+10339        | i         | *eis                 | iiz                | Eis                   | 10       |
| ¨𐌹        | U+10339 U+0308 | ï         |                      |                    |                       |          |
| 𐌺         | U+1033A        | k         | *kusma               | chozma             | Geschwür (?)          | 20       |
| 𐌻         | U+1033B        | l         | *lagus               | laaz               | Lache, Wasser         | 30       |
| 𐌼         | U+1033C        | m         | manna                | manna              | Mann, Mensch          | 40       |
| 𐌽         | U+1033D        | n         | nauþs (nauths)       | noicz              | Not                   | 50       |
| 𐌾         | U+1033E        | j         | jer                  | gaar               | Jahr                  | 60       |
| 𐌿         | U+1033F        | u         | *urus                | uraz               | Ur, Auerochs          | 70       |
| 𐍀         | U+10340        | p         | *paírþra (pairthra)  | pertra             | ?                     | 80       |
| 𐍁         | U+10341        |           |                      |                    |                       | 90       |
| 𐍂         | U+10342        | r         | *raida               | reda               | Wagen (?)             | 100      |
| 𐍃         | U+10343        | s         | sauil                | sugil              | Sonne                 | 200      |
| 𐍄         | U+10344        | t         | *teiws               | tyz                | germanischer Gott Tyr | 300      |
| 𐍅         | U+10345        | w         | winja? *wunja?       | uuinne             | Weideplatz (Wonne?)   | 400      |
| 𐍆         | U+10346        | f         | faíhu                | fe                 | Vieh, bewegliche Habe | 500      |
| 𐍇         | U+10347        | k         | *iggws               | enguz              | Mann                  | 600      |
| 𐍈         | U+10348        | ƕ, hv, hw | *ƕaír (hvair)        | uuaer              | Kessel                | 700      |
| 𐍉         | U+10349        | o         | *oþal (othal)        | utal               | Erbbesitz             | 800      |
| 𐍊         | U+1034A        |           |                      |                    |                       | 900      |

## Besonderheiten

### Zeichen𐍇
Das Zeichen 𐍇 wird in der gotischen Schrift nur bei Lehnwörtern und Fremdwörtern, die aus dem Griechischen ins Gotische übernommen wurden, verwendet. Es entspricht dem griechischen Chi und hat im Gotischen die Aussprache [k]. Hauptsächlich kommt 𐍇 im Namen 𐍇𐍂𐌹𐍃𐍄𐌿𐍃 (Xristus, griechisch Χριστός Christos, „Christus“) vor. Weitere Beispiele für Wörter, die aus dem Griechischen entlehnt wurden: 𐍀𐌰𐍃𐍇𐌰 (pasxa, griechisch πάσχα pascha [= pas-cha], „Passahfest, Ostern“), 𐌰𐌹𐍉𐍇𐌰𐍂𐌹𐍃𐍄𐌹𐌰 (aioxaristia, griechisch εὐχαριστία eucharistia [= e-ucharistia], „Danksagung“).

### Zeichen¨𐌹
Das Zeichen ¨𐌹 besteht aus einem 𐌹 mit einem Trema, also zwei übergesetzten Punkten (wie bei einem Umlaut).
Anwendung:
- am Anfang eines Wortes, z. B. ¨𐌹𐍃𐍄 (ïst)
- wenn zwei Silben getrennt zu sprechen sind, wie bei 𐍆𐍂𐌰¨𐌹𐍄𐌹𐌸 (fraïtiþ = fra-itiþ, „er verschlingt“), 𐍃𐌰𐌹¨𐌹𐌸 (saiïþ = sai-iþ), 𐍃𐌰𐌿¨𐌹𐌻 (sauïl = sau-il)
- bei zusammengesetzten Verben am Anfang des zweiten Wortteils wie bei 𐌿𐍃¨𐌹𐌳𐌳𐌾𐌰 (usïddja, „ich ging weg“), 𐌰𐍄¨𐌹𐍃𐍄 (atïst)

### Zusätzliche Verwendung von𐍅
Das Zeichen für 𐍅 (sonst Lautwert w) steht in Namen und Lehnwörtern aus dem Griechischen an Stelle des griechischen Lautzeichens υ (auch mit y übertragen) wiedergegeben. Beispiele: Παῦλος (Paũlos „Paulus“) wird zu 𐍀𐌰𐍅𐌻𐌿𐍃 (Pawlus); συναγωγή (synagoge) wird zu 𐍃𐍅𐌽𐌰𐌲𐍉𐌲𐌴 (swnagoge).

### Zahlen
Bei der Verwendung der gotischen Schriftzeichen als Ziffern gibt es zwei Möglichkeiten. Um die Zeichen als Ziffern kenntlich zu machen, werden die Buchstabenzeichen durch Mittelpunkte umschlossen oder die Ziffern werden durch einen Überstrich dargestellt. Beispiel: •𐌹𐌱• = 𐌹𐌱 (= 12).
Die Zeichen 𐍁 (= 90) und 𐍊 (= 900) werden nur als Zeichen für Zahlen verwendet.

### Abkürzungen
Um die als heilig geltenden Bezeichnungen für Gott vor Entweihung zu schützen, werden sie abgekürzt wiedergegeben. Bei den Abkürzungen wird zusätzlich der Überstrich verwendet.
Beispiele
- 𐍆𐍂𐌰𐌿𐌾𐌰 (frauja, „Herr“; Abkürzungen nur für göttliche Anrede): 𐍆𐌰 (fa, Nominativ); 𐍆𐌽 und 𐍆𐌰𐌽 (fn und fan, Akkusativ); 𐍆𐌹𐌽 (fin, Genitiv); 𐍆𐌹𐌽𐍃 (fins, Dativ)
- 𐌲𐌿𐌸 (guþ, „Gott“; kommt ausgeschrieben für Gott der Bibel nicht vor): 𐌲𐌸 (gþ, Nominativ und Akkusativ); 𐌲𐌸𐍃 (gþs, Genitiv); 𐌲𐌸𐌰 (gþa, Dativ)
- 𐌹𐌴𐍃𐌿𐍃 (Iesus, „Jesus“): 𐌹𐍃 und 𐌹𐌿𐍃 (is und ius, Nominativ); 𐌹𐌿𐌹𐍃 (iuis, Genitiv); 𐌹𐌿𐌰 (iua, Dativ)
- 𐍇𐍂𐌹𐍃𐍄𐌿𐍃 (Xristus, „Christus“; kommt ausgeschrieben für Jesus Christus nicht vor, jedoch bei Antichristus wie z. B. in 1 Joh 2,18 ): 𐍇𐍃 und 𐍇𐌿𐍃 (xs und xus, Nominativ); 𐍇𐌿 (xu, Akkusativ); 𐍇𐌰𐌿𐍃 (xaus, Genitiv); 𐍇𐌰𐌿 (xau; Dativ)

### Interpunktionszeichen
Die gotischen Handschriften enthalten auch verschiedene Interpunktionszeichen. Die beiden hauptsächlichsten sind der Mittelpunkt (•) und der Doppelpunkt (:). Diese Zeichen haben die Funktion, Satzpausen und Atempausen anzuzeigen, um das Textverständnis sowie das Lesen und Vorlesen zu erleichtern. Der Mittelpunkt, auf den ein kleiner Zwischenraum folgt, markiert kürzere Pausen. Der Doppelpunkt, ebenfalls mit folgendem kleinen Zwischenraum, zeigt hingegen längere Texteinheiten an.

## Textbeispiel: Vaterunser
Die folgende Darstellung des Vaterunsers (Mt 6,9–13 ) wird der besseren Übersichtlichkeit wegen in einzelnen Sätzen und mit einer buchstabengetreuen Übertragung dargestellt. Beim Text im Codex Argenteus (fol. 4 verso, letzte Zeile, und fol. 5 recto, Zeilen 1 bis 12) dagegen handelt es sich um eine Scriptio continua: die Wörter werden ohne Leerräume oder sonstige Worttrenner aneinandergereiht; auch am rechten Zeilenrand begonnene Wörter werden ohne jegliche Kennzeichnung einer Silbentrennung auf der nächsten Zeile gleich weitergeführt. Die Mittelpunkte (•) zur Kennzeichnung von Satzpausen sind aus dem Codex Argenteus an den entsprechenden Stellen übernommen.
𐌰𐍄𐍄𐌰 𐌿𐌽𐍃𐌰𐍂 𐌸𐌿 ¨𐌹𐌽 𐌷𐌹𐌼𐌹𐌽𐌰𐌼•

𐍅𐌴𐌹𐌷𐌽𐌰𐌹 𐌽𐌰𐌼𐍉 𐌸𐌴𐌹𐌽•

𐌵𐌹𐌼𐌰𐌹 𐌸𐌹𐌿𐌳𐌹𐌽𐌰𐍃𐍃𐌿𐍃 𐌸𐌴𐌹𐌽𐍃•

𐍅𐌰𐌹𐍂𐌸𐌰𐌹 𐍅𐌹𐌻𐌾𐌰 𐌸𐌴𐌹𐌽𐍃•

𐍃𐍅𐌴 ¨𐌹𐌽 𐌷𐌹𐌼𐌹𐌽𐌰 𐌾𐌰𐌷 𐌰𐌽𐌰 𐌰𐌹𐍂𐌸𐌰𐌹•

𐌷𐌻𐌰𐌹𐍆 𐌿𐌽𐍃𐌰𐍂𐌰𐌽𐌰 𐌸𐌰𐌽𐌰 𐍃𐌹𐌽𐍄𐌴¨𐌹𐌽𐌰𐌽 𐌲𐌹𐍆 𐌿𐌽𐍃 𐌷𐌹𐌼𐌼𐌰 𐌳𐌰𐌲𐌰•

𐌾𐌰𐌷 𐌰𐍆𐌻𐌴𐍄 𐌿𐌽𐍃 𐌸𐌰𐍄𐌴𐌹 𐍃𐌺𐌿𐌻𐌰𐌽𐍃 𐍃𐌹𐌾𐌰𐌹𐌼𐌰•

𐍃𐍅𐌰𐍃𐍅𐌴 𐌾𐌰𐌷 𐍅𐌴𐌹𐍃 𐌰𐍆𐌻𐌴𐍄𐌰𐌼 𐌸𐌰𐌹𐌼 𐍃𐌺𐌿𐌻𐌰𐌼 𐌿𐌽𐍃𐌰𐍂𐌰𐌹𐌼•

𐌾𐌰𐌷 𐌽𐌹 𐌱𐍂𐌹𐌲𐌲𐌰𐌹𐍃 𐌿𐌽𐍃 ¨𐌹𐌽 𐍆𐍂𐌰𐌹𐍃𐍄𐌿𐌱𐌽𐌾𐌰𐌹•

𐌰𐌺 𐌻𐌰𐌿𐍃𐌴𐌹 𐌿𐌽𐍃 𐌰𐍆 𐌸𐌰𐌼𐌼𐌰 𐌿𐌱𐌹𐌻𐌹𐌽•

𐌿𐌽𐍄𐌴 𐌸𐌴𐌹𐌽𐌰 ¨𐌹𐍃𐍄 𐌸𐌹𐌿𐌳𐌰𐌽𐌲𐌰𐍂𐌳𐌹•

𐌾𐌰𐌷 𐌼𐌰𐌷𐍄𐍃 𐌾𐌰𐌷 𐍅𐌿𐌻𐌸𐌿𐍃 ¨𐌹𐌽 𐌰𐌹𐍅𐌹𐌽𐍃•

𐌰𐌼𐌴𐌽.
atta unsar þu ïn himinam,

weihnai namo þein.

qimai þiudinassus þeins.

wairþai wilja þeins,

swe ïn himina jah ana airþai.

hlaif unsarana þana sinteïnan gif uns himma daga.

jah aflet uns þatei skulans sijaima,

swaswe jah weis afletam þaim skulam unsaraim.

jah ni briggais uns ïn fraistubnjai,

ak lausei uns af þamma ubilin;

unte þeina ïst þiudangardi.

jah mahts jah wulþus ïn aiwins.

amen.
(Falls nicht darstellbar: Bild)